# Mark David Chapman
Mark David Chapman (n. 10 mai 1955, Fort Worth, Texas, SUA) este un pușcăriaș american care l-a asasinat pe John Lennon la 8 decembrie 1980, la New York NYC, la 10 ani după destrămarea trupei The Beatles în 1970. Chapman l-a acostat pe stradă și l-a rugat pe Lennon să-i semneze o copie a albumului Double Fantasy, pe care Lennon abia îl scosese pe piață. Lennon și-a continuat drumul, dar când s-a întors acasă Chapman l-a împușcat mortal. Chapman a tras în Lennon de cinci ori, lovindu-l de patru ori în spate. Apoi Chapman a rămas la locul crimei citind romanul lui J. D. Salinger „De veghe în lanul de secară” până când poliția a sosit și l-a arestat. El a afirmat în mod repetat că romanul lui Salinger era declarația lui. Ulterior s-a dovedit că Mark David Chapman era un fan al lui Lennon.
Avocatul lui Chapman a construit o apărare bazată pe nebunia clientului său, afirmație întărită de mărturii ale experților care au declarat că Chapman a fost într-o stare psihotică delirantă în momentul asasinatului. Dar, apropiindu-se pronunțarea sentinței, Chapman și-a instruit avocatul că vrea să pledeze vinovat, sugerând că ceea ce a făcut a fost voința lui Dumnezeu. Judecătorul a permis pronunțarea sentinței fără nicio altă evaluare psihiatrică, după ce Chapman a negat că a auzit voci și a fost schimbată pedeapsa de la închisoarea pe 20 de ani la închisoare pe viață și cu o prevedere care îi garantează tratarea sănătății sale mintale. Chapman a fost închis în 1981 și a refuzat eliberarea condiționată de opt ori în mijlocul unor campanii împotriva eliberării sale.
Format:John Lennon
1. ↑  Mark David Chapman, Encyclopædia Britannica Online, accesat în 9 octombrie 2017
2. ↑  Mark David Chapman, SNAC, accesat în 9 octombrie 2017
3. ↑  Mark David Chapman, GeneaStar
4. ↑  Mark David Chapman, MAK